# Lily Garafulic
Lily Garafulic Yankovic (14 tháng 5 năm 1914 – 15 tháng 3 năm 2012) là nhà điêu khắc người Chile. Bà là thành viên của hội các nghệ sĩ Thế hệ thứ 40 (Generación del 40), và giám đốc bảo tàng. Garafulic nhận học bổng Guggenheim tại New York năm 1944.

## Nghề nghiệp
Năm 1934, Lily Garafulic bắt đầu theo học trường Mỹ thuật tại Đại học Chile. Tại đó bà học cùng với nhà điêu khắc Lorenzo Domínguez. Năm 1944, bà được New York trao học bổng Guggenheim. Tại New York, bà học Trường Nghiên cứu xã hội và làm việc với thợ khắc, thợ in Stanley William Hayter tại xưởng Atelier số 17.
Garafulic nhà điêu khắc sử dụng vật liệu là đá cẩm thạch, gỗ, đồng và đất nung, giấy. Trong số các tác phẩm đáng chú ý bao gồm những bức tượng 16 vị tiên tri đặt trên đỉnh Nhà thờ Lộ Đức ở Santiago, Chile.
Bà là thành viên của hội các nghệ sĩ Thế hệ 40 (Generación del 40), bao gồm các nhà điêu khắc Chile nhưMarta Colvin.
Năm 1951, Garafulic là giáo sư điêu khắc tại trường Đại học Chile. Các học sinh của bà bao gồm Sergio Badilla Castillo và Raúl Valdivieso. Năm 1997, bà trở thành giáo sư danh dự tại Đại học Chile. Bà cũng là giám đốc Bảo tàng Mỹ thuật Quốc gia Chile từ năm 1973 đến năm 1977.
Năm 1995, bà nhận được giải thưởng Premio Nacional de Artes Plásticas. Năm 2014, một cuộc triển lãm trăm năm kỷ niệm những cống hiến của bà đã được tổ chức tại Đại sứ quán Chile đặt tại Washington DC. Một bộ phim tài liệu mang tựa đề "Lily Garafulic: In Her Words" đã được cháu gái của bà, Gloria Garafulich-Grabois thực hiện. Bộ phim này được công chiếu năm 2014.

## Cuộc sống cá nhân
Lily Garafulic là người gốc Croatia, sinh ra ở Antofagasta, Chile vào ngày 14 tháng 5 năm 1914 Bà qua đời vào ngày 15 tháng 3 năm 2012, tại nhà riêng ở khu vực [./https://en.wikipedia.org/wiki/Parque_Forestal Parque Forestal] tại thành phố Santiago, Chile, thọ 97 tuổi.

## Giải thưởng
- 1936: Giải ba Salón Oficial. Santiago de Chile.
- 1937: Huy chương Nhân mã IV của thành phố Valparaíso, Chile.
- 1940: Giải nhì Điêu khắc, VIII Salón de Verano, Viña del Mar.
- 1941: Giải nhất Điêu khắc, IV Centenario Fundación de Santiago.
- 1942: Giải nhì Điêu khắc, LIV Salón Oficial. Santiago de Chile.
- 1943: Giải nhất, Salón de Verano. Viña del Mar.
- 1944: Học bổng Guggenheim, Thành phố New York [1]
- Năm 1945: Giải nhất, Dibujo y Grabado Salón Oficial Santiago de Chile.
- Năm 1945: Giải nhất, Salón de Verano. Viña del Mar.
- 1947: Giải nhất Điêu khắc, Salón Oficial. Santiago de Chile.
- 1953: Giải thưởng danh dự, LXIV Salón Oficial. Santiago de Chile.
- 1961: "Rebeca Matte" đầu tiên, phần điêu khắc, Salón de Verano, Viña del Mar.
- 1963: Danh dự đáng kính, IX Bienal de Sao Paulo, Brasil.[4]
- 1985: Giải thưởng Phê bình Chile (Círculo de Críticos de Chile). Santiago de Chile.[4]
- 1992: Giải thưởng "Rebeca Matte", Bộ Giáo dục. Santiago de Chile.[4]
- 1995: Giải thưởng quốc gia nghệ thuật tạo hình Chile (Premio Nacional de Artes Plásticas de Chile).[4]